# سرو العليا (نارستان)
سرو العلیا (بالفارسية: سرو علیا) هي قرية تقع في إيران في قسم نارستان الريفي. يقدر عدد سكانها بـ 165 نسمة .